# 曾文賓
曾文賓（1924年1月15日—2020年11月22日），臺灣彰化縣鹿港鎮人，曾任台大醫院副院長、花蓮慈濟醫院院長，因調查嘉南烏腳病與飲水砷含量有關，得到第十五屆醫療奉獻獎特殊獎，也對高血壓有研究。

## 生平

### 求學期間
曾文賓生於1924年1月15日，出身鹿港小康家庭。
曾文賓學生時投考臺中州立臺中第一中學校時學科及格，卻因頭部長白癬而體檢被驗退，當時臺灣無治療黴菌藥物，父親便屢帶兒子上台中看病，但看了兩個月沒效，後再換醫生也是，遂聽信用汽車黑油的偏方，連洗四個月黑油，居然痊癒，第二年以第二名錄取，日後便以念醫科為目標。後他取得大阪市立大學醫學博士，博士論文為抗腫瘤對血管內壁細胞的影響。

### 臺大醫院期間
醫科畢業後，曾文賓一開始未在台大醫院佔到缺，便到臺灣土地銀行當駐行醫師且到處看診。1950年代末期，臺灣西南沿海的北門、布袋、學甲和義竹等地，開始出現烏腳病，於是王金河將嘉南沿海地帶該病嚴重攀升的報告給陳拱北。1958年2月，在臺大醫院院長高天成號召下組成烏腳病調查隊，成員有陳萬裕、陳拱北、吳新英、曾文賓及許見來等。曾文賓是以心臟科醫師身分加入臨床調查，他回憶當時他四處看診、兼差，已分身乏術，卻還得抽時間南下從事烏腳病研究，作了兩年後才升上主治醫師，日後他持續追蹤自己收治的一千八百多烏腳病例，找出飲水含砷過量是當地除了烏腳病外，好發皮膚癌、慢性砷中毒的主因，促成省政府提撥八億，在1966年完成流行地區自來水管線連接工程。1968年，他發表烏腳病盛行率跟飲水中砷含量的關係於在「環境衛生展望」國際期刊，論文被引用超過千次。
曾文賓從住院醫師第一年開始，就對高血壓治療藥物效果評估感興趣，總醫師一作完，就在台大門診開高血壓特別門診。1970年間，他提出防治中、老年人高血壓、冠心病的研究及臺灣原住民族群心臟血管疾病流行病學調查。莊哲彥回憶自己當住院醫師時，曾文賓是總醫師，要求很嚴格，那時代物質缺乏，負責管醫局預算的曾文賓，有了結餘，就買一本本寫論文的進口稿紙發給各醫生，鼓勵年輕醫師多寫論文。
1979年美麗島事件時，曾文賓在報上署名反對蔣經國政府將黃信介等人以判亂罪定罪。
1984年，中華民國防高血壓協會成立，曾文賓出任首屆理事長，提倡社團或醫院廣設免費量高血壓站，更利用周末周日帶志工在台北火車站宣導高血壓防治，讓旅客來量血壓。他還說動已中風的孫運璿，出任防高血壓學會名譽理事長，由學會付資宣導片，在老三台黃金時段連續播出兩年，呼籲大家天天量血壓、時時知血壓。
曾文賓曾獲閻振興和葉曙同時舉薦出任台大醫院院長，但之後以副院長身分負責當時台大最重要的整建工程 。

### 慈濟醫院期間
1986年8月，花蓮慈濟醫院成立，曾文賓卸下台大醫院副院長，與妻子一起到慈濟服務，1989年，接任慈濟醫院院長。期間他完成了慈濟護專及開設玉里分院、關山分院、大林分院、新店分院、還有潭子分院的籌畫工程。1998年慈濟醫院升格為醫學中心後，他交棒，出任名譽院長。八旬時，他除在花蓮慈濟醫院心臟科門診外，還每月固定前往前大林慈濟醫院看診，照顧嘉南地區患者。
2005年4月22日，第十五屆醫療奉獻獎頒獎，曾文賓因研究烏腳病與飲水含砷的關係得到特殊貢獻獎。
大愛劇場《醫世情》就是以花蓮慈濟醫院首任院長杜詩綿和第二任院長曾文賓為主角，並穿插楊思標的愛情故事。
2020年11月22日傍晚，住於花蓮的曾文賓在睡夢中辭世，12月20日在慈院協力樓舉辦追思會，同天辦理「曾文賓教授紀念學術研討會」。